# Nikolaj Iudovitj Ivanov

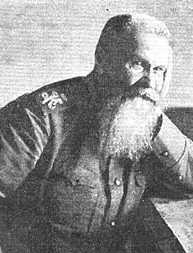
Nikolaj Ivanov.

Nikolaj Iudovitj Ivanov (Николай Иудович Иванов), född den 22 juli 1851, död den 27 januari 1919 i Odessa, var en rysk militär och kontrarevolutionär.
Ivanov blev officer vid artilleriet 1869, deltog som kapten i rysk-turkiska kriget 1877-78, blev överste 1884, var artilleribefälhavare i Kronstadt 1890–1899, blev generallöjtnant 1901 och deltog som chef för 3:e sibiriska armékåren i rysk-japanska kriget 1904–1905. Efter krigets slut blev han bland annat kommendant i Kronstadt och 1908 chef för militärdistriktet Kiev samt general. 
Vid första världskrigets utbrott i augusti 1914 fick han befälet över sydvästra armégruppen, som han till en början, i stort sett, framgångsrikt förde under operationerna i Galizien och södra Polen. Han vann slaget vid Lemberg över Österrike. I slutet av mars 1916 entledigades han från befälet, blev ledamot av riksrådet och anställdes som "rådgivande generaladjutant" hos kejsaren-överbefälhavaren. Han förefaller dock inte ha haft någon nämnvärd betydelse som sådan.
Vid ryska revolutionens utbrott i mars 1917 utnämndes han (den 12:e) av kejsaren till diktator i Tsarskoje Selo och Sankt Petersburg och sändes med en pålitlig bataljon (S:t Georgsordens bataljon) från högkvarteret i Mogiljov till huvudstaden för att undertrycka revolutionen där. Bantåget hejdades dock (den 14:e) i Tsarskoje Selo av stadsmyndigheterna och från Sankt Petersburg utsända underhandlare, som övertalade Ivanov att vända om för att inte framkalla oroligheter bland den delvis för revolutionen vunna stadsbefolkningen och undvika strider med den opålitliga garnisonens trupper, som omringade bangården. Att försöket att återställa den lagliga ordningen sålunda misslyckades anses bero på den för uppdraget alldeles för svaga truppstyrkan samt bristande energi och kraft hos Ivanov. 
Han stred senare under inbördeskriget i den vita armén mot bolsjevikerna och stupade i strid 1919.